# Schwertler
Die Schwertler waren eine täuferische Bewegung im Mähren des 16. Jahrhunderts, die sich für den Gebrauch des Schwertes zur Landesverteidigung aussprach. Die Schwertler standen hierbei in Opposition zur Gruppe der gewaltfreien Stäbler. Führende Vertreter der Schwertler waren unter anderem Balthasar Hubmaier und Johannes Spittelmaier.
Schwertler und Stäbler bildeten sich unter den ersten täuferischen Exilantengruppen im mährischen Nikolsburg und gingen auf einen Konflikt zwischen Balthasar Hubmaier und Hans Hut zurück. Während sich Hans Hut gegen jede Form von Gewalt und gegen Kriegssteuern aussprach, befürwortete Balthasar Hubmaier das Recht des Schwertes zur Selbstverteidigung und die Einführung von Kriegssteuern. Die Idee Hubmaiers war eine Reaktion einerseits auf die Bedrohung der noch jungen Täufergemeinden durch habsburgische Truppen und andererseits auf die Bedrohung durch die Osmanen. Der Konflikt zwischen beiden Gruppen führte schließlich zum ersten Schisma der noch jungen mährischen Täuferbewegung. Im Frühjahr 1528 verließen etwa 200 Stäbler unter Führung Jakob Widemanns die Stadt Nikolsburg und siedelten sich kurze Zeit später in Austerlitz an, wo der erste täuferische Bruderhof etabliert werden konnte.
Die in Nikolsburg zurückgebliebenen Täufer waren auch in den kommenden Jahren noch stark von der Theologie Balthasar Hubmaiers geprägt, wie das von den fünf Predigern der Nikolsburger Pfarrkirchen unterzeichnete Glaubensbekenntnis der Nikolsburger Täufer vom 10. Juni 1535 zeigte. 